# سانجاي جوبتا
سانجاي جوبتا (بالإنجليزية: Sanjay Gupta) (و. 1969  م) هو جراح، وجراح أعصاب، وصحفي، وكاتب سيناريو، وروائي أمريكي، ولد في نوفي.

## التعليم
تعلم في مدرسة طب جامعة ميشيغان، وجامعة ميشيغان، وUniversity of Michigan Medical School ‏.

## جوائز
حصل على جوائز منها:
- Urbino Press Award ‏ (2017)
- زمالة البيت الأبيض [الإنجليزية]‏.

## وصلات خارجية
- سانجاي جوبتا على موقع IMDb (الإنجليزية)
- سانجاي جوبتا على موقع الموسوعة البريطانية (الإنجليزية)
- سانجاي جوبتا على موقع إن إن دي بي (الإنجليزية)
- سانجاي جوبتا على موقع قاعدة بيانات الفيلم (الإنجليزية)
- سانجاي جوبتا على موقع كينوبويسك (الروسية)
- سانجاي جوبتا في قاعدة بيانات الأفلام على الإنترنت